# 039A型潜水艦
039A型潜水艦（039Aがたせんすいかん、中国語: 039A型潛艇）は、中国人民解放軍海軍の運用する攻撃型潜水艦の艦級。NATOコードネームは元朝に因んで元型（英: Yuan-class）。なお艦型番号は041型ともいわれている。

## 設計
セイル部分は039型（宋型）に類似しているが、全体的には、ロシアから輸入していたキロ型の影響が指摘されている。船型は両型と同じ、涙滴型船型・1軸推進方式が踏襲された。推進器も同じく7翼のスキュード・プロペラといわれている。構造様式は完全複殻式とされており、最大潜航深度は039型と同じく300メートルといわれている。
本型の最大の特徴が、非大気依存推進（AIP）機関であり、これはスターリングエンジンを用いたものと言われている。人民解放軍海軍は1980年代よりAIPについての予備研究に着手したとされる。およそ15年の検討において、燃料電池は安全性と技術的困難、クローズド・サイクル・ディーゼル（CCD）は水中放射雑音の面から不適とされ、最終的にスターリングエンジンが選定された。1991年より、第711研究所はスターリングエンジンの研究を開始しており、1998年には理論モデル（出力75キロワット）を作成、2002年には試作機を完成させた。そして2万時間もの試験運転を経て、2004年に本型に搭載されたとされている。なお本型の搭載機については、ジェーン海軍年鑑では、確実性に疑問符をつけつつ、出力75キロワットの機関を2基搭載しているものと推測しているが、これは本型よりも一回り小型のスウェーデン海軍ゴトランド級（A-19型）と同程度の出力となる。
なお、AIPに頼らない通常のディーゼル・エレクトリック方式での航走の際に用いる発電機の原動機としては、039型と同様に、MTU 396 SE84シリーズのディーゼルエンジンが搭載されていると見られている。ストックホルム国際平和研究所（SIPRI）によると、2012年末までにドイツのMTUフリードリヒスハーフェン社から56基の潜水艦用ディーゼルエンジンが輸出されたとされている。またMTUディーゼルのライセンス生産も行われている。

## 装備
ソナーは、艦首のアクティブ/パッシブ両用アレイと、艦側面に貼り付けられたパッシブ・アレイによって構成されており、曳航アレイは備えていないものと見られている。
標準的な533mm魚雷発射管を、上に2本、下側に4本と上下に並べて装備している。ここからは、YJ-82潜水艦発射対艦ミサイル（USM）と魚雷、機雷を運用できる。

## 型式
039A型は継続的な改設計を受けており、初期型の039A型、改良型のAG型、B型、B改型、発展型のC型に区別される。
039A型
039A型の初期型。前級である039/039G型との外観上の違いは、セイル後端の整流フィンが、039A型にはないことである。
039AG型
039A型と比較して、セイルと船体の前部結合部が角を埋める構造となっている。この特徴は喫水線下にあり、容易には観察できないが、現在までに039AG型は039B型に改修されていると考えられる。
039B型
セイルの設計変更とソナーシステムをアップグレードした改良型。セイルの流体設計により水中抵抗を減少させ静音性能を向上させている。また船体側面にフランク・アレイ・ソナーを装備している。上海長興造船所で建造された039B型がドックで目撃された2010年代初頭になって初めて、039B型の側面ソナーが公表され、側面ソナーを装備しない039AG型と区別されるようになった。
039B改型　
セイルと船体の接合方法を改善し、丸みを帯びた形状を採用した改良型。
039C型
セイルを設計変更した発展型。スウェーデンのA26型潜水艦に類似するくびれを設けた構造により、静粛性と水中航行性能を向上させている。また曳航式ソナーを中国海軍の通常動力型潜水艦として初めて装備していると見られる。2021年5月に武漢で初めて目撃された。

## 運用
中国人民解放軍海軍
|        | 艦番号       | 建造所   | 進水          | 就役   | 配属     |
| ------ | ------------ | -------- | ------------- | ------ | -------- |
| 039A   | 330(長城220) | 武昌造船 | 2004年5月31日 | 2006年 | 東海艦隊 |
| 039A   | 331(長城221) | 武昌造船 | 2007年8月31日 | 2008年 | 東海艦隊 |
| 039A   | 332(長城222) | 武昌造船 | 2007年11月    | 2009年 | 東海艦隊 |
| 039A   | 333(長城223) | 武昌造船 | 2008年        | 2010年 | 東海艦隊 |
| 039B   | 334(長城224) | 武昌造船 | 2010年        | 2011年 | 東海艦隊 |
| 039B   | 335(長城225) | 江南造船 | 2010年        | 2011年 | 東海艦隊 |
| 039B   | 336(長城226) | 江南造船 | 2010年        | 2011年 | 東海艦隊 |
| 039B   | 337(長城227) | 江南造船 | 2011年        | 2012年 | 東海艦隊 |
| 039B   | 338(長城228) | 江南造船 | 2011年        | 2012年 | 東海艦隊 |
| 039B   | 339(長城229) | 江南造船 | 2011年        | 2012年 | 東海艦隊 |
| 039B   | 340(長城230) | 武昌造船 |               | 2012年 | 北海艦隊 |
| 039B   | 341(長城231) | 武昌造船 |               | 2012年 | 北海艦隊 |
| 039B改 | 342(長城232) | 武昌造船 | 2013年12月    | 2014年 | 北海艦隊 |
| 039B改 | 343(長城233) | 武昌造船 | 2016年12月    | 2017年 | 北海艦隊 |
| 039B改 | 344(長城234) | 武昌造船 | 2016年12月    | 2017年 | 北海艦隊 |
| 039B改 | 345(長城235) | 江南造船 | 2016年12月    | 2017年 | 南海艦隊 |
| 039B改 | 346(長城236) | 江南造船 |               | 2018年 | 南海艦隊 |
| 039B改 | 347(長城237) | 武昌造船 |               | 2018年 | 北海艦隊 |
| 039C   | 不明         | 武昌造船 |               | 2021年 | 不明     |
| 039C   | 不明         | 江南造船 |               | 2021年 | 不明     |

 タイ海軍
2017年、プラユット・チャンオチャ首相は、中国から潜水艦3隻を購入する計画を明らかにした。同年1月、王立タイ海軍は、S26T潜水艦（039B型の輸出向け）の購入に向け3億8,340万ドルを確保した。3隻合計で10億2000万ドルとされているが、プラユット首相はタイのメディアに対して、3隻のうち1隻は「無料のプレゼント」と語った。同年5月、タイ政府は3億9,000万ドルで1番艦の建設に関する契約を締結した。2018年9月4日、1番艦の起工式が行われた。タイでは1937年に初の潜水艦マッチャーヌ級を調達したが、その後50年以上潜水艦を運用しておらず、S26Tは第二次世界大戦の終結以来、タイ海軍初の潜水艦となる予定。
しかし、ドイツ製エンジンを搭載することが合意条件になっていたが、ドイツ側がエンジン供給を拒否したことで建造が中断した。欧州連合による中国への武器禁輸措置のためで、2022年4月4日、タイのプラユット・チャンオチャ首相は契約破棄を示唆した。
2023年10月20日、タイの国防大臣Suthin Klangsaengは購入計画を保留すると発表した。
 パキスタン海軍
2015年4月、パキスタン政府はパキスタン海軍向けに中国から輸出版の039B型の改良型を8隻、50億ドルで購入することを承認した。この取引は2015年7月23日に確定した。 同年10月、8隻のうち4隻の潜水艦がパキスタンで建造され、両国で同時に作業が開始されることが明らかになった。パキスタンの国防生産大臣は、この協定には艦艇を建造するための技術移転が含まれていることを確認した。
中国で建造されている4隻は2024年に納入されると予想され、パキスタンによって建造されている4隻は、2025年から2028年の間に年間1隻のペースで納入すると予想されている。

## 登場作品

### 漫画
『空母いぶき』
架空艦「遠征102」「遠征103」が登場。中国人民解放軍に占拠された先島諸島の奪還に向かう、航空機搭載型護衛艦「いぶき」を旗艦とする第5護衛隊群を襲撃し、これの迎撃にあたる第5護衛隊群所属のそうりゅう型潜水艦「けんりゅう」などと戦闘を繰り広げる。